# Economía de la complejidad
La Economía de la complejidad es el campo de estudio de la ciencia económica que se enfoca en el estudio de sistemas complejos de lo económico. Un sistema complejo está compuesto por una interconexión múltiple, conformando una red compleja, cuya sinergia tiene propiedades emergentes.

## Las cuatro C de la economía de la complejidad
- Complejidad
- Caos
- Catástrofe
- Cibernética

## Antecedentes

### Simiente del paradigma
La ciencia económica encontró útil la difusión de ideas de la naciente termodinámica para su estudio, la cual había desarrollado como hito la primera ley de la termodinámica y la segunda ley de la termodinámica, propuestas por Nicolas Léonard Sadi Carnot en 1824 y luego desarrollados por Benoît Clapeyron, Rudolf Clausius, William Thomson (Lord Kelvin), Ludwig Boltzmann y Max Planck. La influencia cruzada de la termodinámica a la ciencia económica se produjo en mayor fuerza con respecto a la primera ley de la termodinámica, cuya fertilización cruzada produjo en similitud al equilibrio termodinámico el 
equilibrio económico. Sin embargo, la interacción disciplinar no fue igualmente fructífera, al menos no simultáneamente, con la segunda ley de la termodinámica, la entropía, cuya adopción se ha producido más recientemente. 
El concepto de "entropía" introducido por la termodinámica estadística de Ludwig Boltzmann, y desarrollada en 1949 por Claude Elwood Shannon y Warren Weaver como "incertidumbre" asociada con cualquier probabilidad de distribución, ha sido utilizado al menos desde 1988 para formular conceptos importantes de organización y desorden, vistos como parámetros de estado básico, en la descripción y simulación de la evolución de sistema complejos.

### Orígenes
Los orígenes de la economía de la complejidad se remontan a un reunían científica interdisciplinaria en el Instituto Santa Fe, donde se discutiría un marco conceptual que incorpore una matemática más adecuado y fortalecida al estudio de los fenómenos complejos (en su momento realizaban un énfasis a múltiples variables, la no linealidad, información incompleta y   procesos dinámicos). Como resultado de esta reunión seminal, Philip W. Anderson, Kenneth Arrow y David Pines presentarían su obra «La economía como un sistema complejo en evolución» (1988).
|                        |               |             |
| Philip Warren Anderson | Kenneth Arrow | David Pines |

En seguimiento de la conferencia SFI de 1987, habiendo transcurrido 10 años, se organiza una nueva conferencia SFI en donde como resultado un libro que recopila artículos que dan forma y definen esta visión, realizado por W. Brian Arthur, Steven N. Durlauf y David A. Lane «La economía como un sistema complejo en evolución II» (1997).
William A. Brock y Anastasios G. Malliaris publican en 1989 "Differential Equations, Stability and Chaos in Dynamic Economics" siendo el primer libro metodológico orientado a la teoría de la dinámica caótica. William A. Brock, en:David A. Hsieh, Blake D. LeBaron publican en 1991 su obra "Nonlinear Dynamics, Chaos, and Instability: Statistical Theory and Economic Evidence" donde muestran como los principios de la teoría del caos pueden aplicarse en la economía y las finanzas. Luego publicarían otros como Hans-Walter Lorenz; entre otros. 
Richard H. Day explora sistemáticamente en la teoría económica si matemáticamente existe intrínsecamente el comportamiento dinámico complejo y de caos, en microeconomía en su obra «Dinámica económica compleja, vol. 1: Introducción a los sistemas dinámicos y los mecanismos de mercado» (1994) y en macroeconomía en su obra «Dinámica económica compleja, vol. 2: Introducción a la dinámica macroeconómica» (2000).
Lawrence E. Blume y Steven N. Durlauf publicarían el tercer tomo como resultado de la conferencia del Instituto Santa Fe de 2001, con dedicatoria a Kenneth Arrow por sus 80s años y sus  numerosas contribuciones al instituto,  «La economía como un sistema complejo en evolución III: perspectivas actuales y direcciones futuras» (2005).

### Desarrollo contemporáneos
Rabi Bhattacharya y Mukul Majumdar Random Dynamical Systems: Theory and Applications (2007) proporcionando una exposición de procesos dinámicos de tiempo discreto que evolucionan en un horizonte infinito, cuenta con el elogio de Paul A. Samuelson, Kenneth J. Arrow, Roy Radner y William A. Brock.

Elementos de sistemas complejos.

W. Brian Arthur en su obra La complejidad y la economía (2014) nos introduce a los inicios de la relación entre la computación evolutiva, el modelo basado en agente y la psicología cognitiva en la economía de la complejidad.
David Sloan Wilson y Alan Kirman en su obra Complexity and Evolution: Toward a New Synthesis for Economics (2016) exponen como se puede integrar los enfoque en teoría evolutiva y la ciencia de la complejidad pueden mejorar nuestra comprensión de la economía, es decir una síntesis entre economía evolutiva y economía de la complejidad.

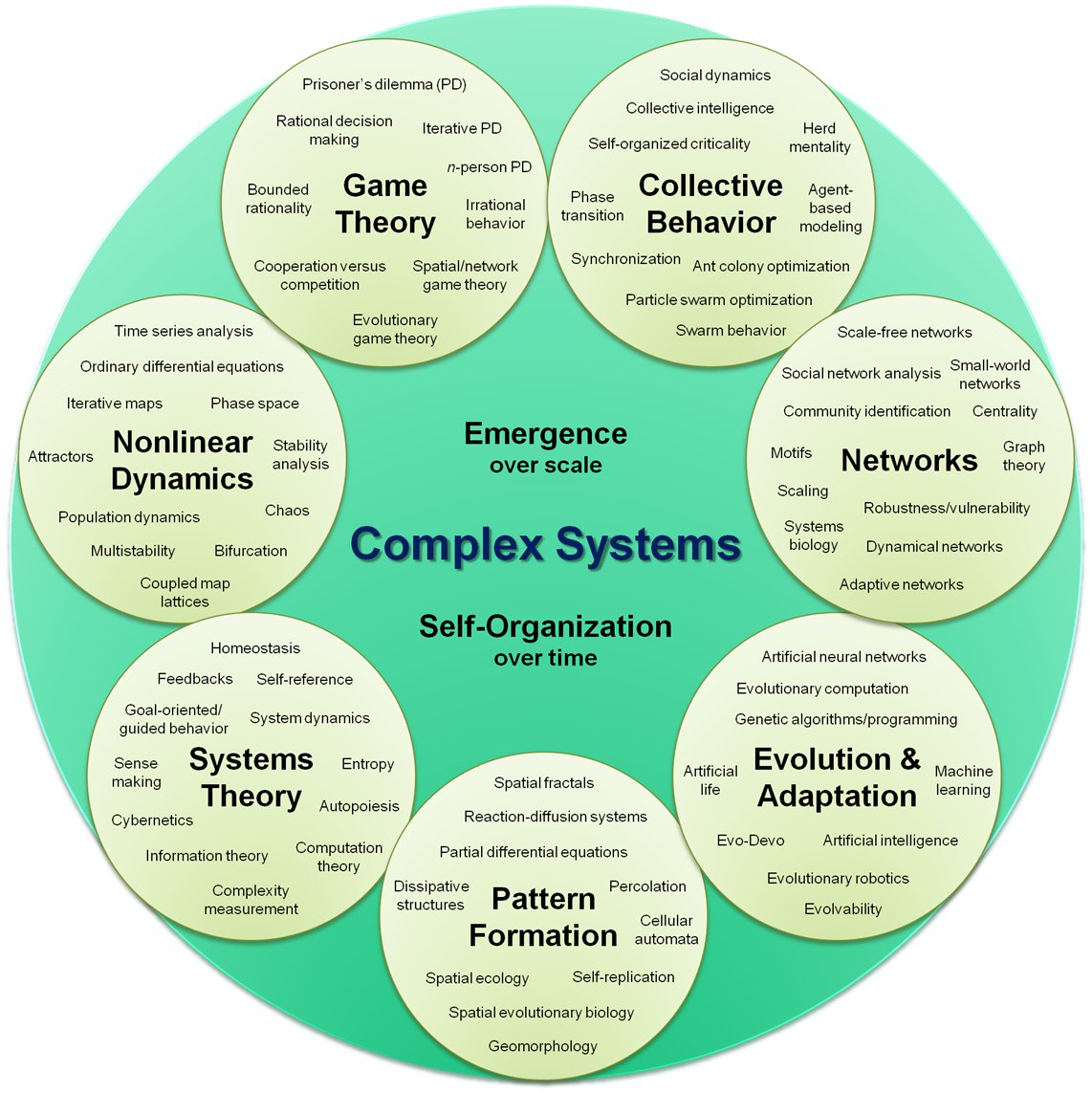
Elementos de sistemas complejos.

En seguimiento de la conferencia SFI de 1997, tras 30  años de la Conferencia seminal SFI 1987, se desarrolló el Simposio de Redes de Complejidad Aplicada de 2019 del SFI, enfatizando su desarrollo en inteligencia colectiva y el escalamiento organizacional, publicado por W. Brian Arthur, Eric D. Beinhocker y Allison Stanger en «Economía de la complejidad: Actas del Simposio de otoño de 2019 del Instituto Santa Fe» (2020).
Jess Benhabib publicó en 2021, Cycles and Chaos in Economic Equilibrium donde estudia la dinámica no lineal, dinámicas cíclicas y caóticas en los modelos económicos, para comprender los ciclos económicos, las políticas de estabilización y la previsión.
William A. Barnett y Ruoning Han en Economic Bifurcation and Chaos (2025) cubren temas de bifurcación, dinámica no lineal y caos en economía.
Ole Peters y Alexander Adamou, basándose en su capítulo de 2018, presentan formalmente el subcampo de la "Economía de la Ergodicidad" en su libro de 2025, An Introduction to Ergodicity Economics. Este trabajo examina a fondo los procesos no ergódicos en contextos económicos, destacando que los valores esperados (promedios de conjunto) solo coinciden con los promedios temporales bajo condiciones específicas. A esta discrepancia la denominan el "problema de la ergodicidad", afirmando sucintamente que "Por 'economía de la ergodicidad' nos referimos a la perspectiva de que, con el tiempo, el individuo puede experimentar algo sistemáticamente diferente de la media del conjunto estadístico".
Adicionalmente se cuentan con libros de apoyo matemático como Discrete Dynamical Systems (2007) de Oded Galor ofrece una introducción a los sistemas dinámicos discretos, Sistemas complejos adaptativos: una introducción a los modelos computacionales de la vida social (2007) de John H. Miller y Scott E. Page, con elogios de Kenneth J. Arrow, Samuel Bowles y Elinor Ostrom;"Differential Equations, Dynamical Systems, and an Introduction to Chaos (2012) de Morris W. Hirsch, Stephen Smale (autor que hizo aportes fundamentales aplicando el análisis global a la teoría del equilibrio general), Robert L. Devaney y Nonlinear Dynamics and Chaos (2024) de Melanie Mitchell y Steven H Strogatz.

## Comportamiento de sistemas complejos
En su libro The Economy as an Evolving Complex System II, W. Brian Arthur, Steven N. Durlauf y David A. Lane, del Santa Fe Institute, definen seis características de los sistemas complejos que han presentado incógnitas significativas a la economía tradicional.
1. Interacción dispersa - Lo que sucede en una economía está determinado por una interacción muy dispersa, posiblemente heterogénea, entre agentes que actúan en paralelo. La acción de un determinado agente depende de las acciones anticipadas de un número limitado de otros agentes.
2. Ausencia de controlador global - Ninguna entidad global controla las interacciones. En su lugar, los controles son provistos mediante mecanismos de competición y coordinación entre agentes. Las acciones económicas son tuteladas por instituciones legales, roles asignados y otras asociaciones. No existe tampoco un competidor universal, es decir, un solo agente que puede explotar todas las oportunidades en una economía.
3. Organización jerárquica cruzada - La economía tiene muchos niveles de organización e interacción. Las unidades en niveles como comportamientos, acciones, estrategias, o productos típicamente sirven como "bloques de construcción" para construir unidades en el siguiente nivel superior. La organización en general es más que jerárquica, con muchas interacciones cruzadas (asociaciones, canales de comunicación) a través de los distintos niveles.
4. Adaptación continua - Los comportamientos, acciones, estrategias y productos son revisados continuamente a como los agentes individuales acumulan experiencia. Es decir, el sistema se adapta constantemente.
5. Nichos perpetuos de novedad - Estos son creados constantemente por mercados nuevos, nuevas tecnologías, nuevos comportamientos y nuevas instituciones. El mismo acto de llenar un nicho puede crear nuevos nichos. El resultado es una innovación perpetua y constante.
6. Dinámicas fuera de equilibrio - Puesto que los nuevos nichos, potenciales y posibilidades son continuamente creados, la economía opera lejos de un punto óptimo de equilibrio.

Una introducción más técnica a estos temas puede ser consultada en la tesis doctoral: Autoorganización en Sistemas Económicos de Andrés Schuschny.
Esta forma de modelación ve a las economías como sistemas adaptativos complejos abiertos con una evolución endógena. Los sistemas complejos no necesariamente logran un estado de equilibrio - incluso modelos deterministas ideales pueden exhibir caos, lo que es distinto tanto del azar (no determinista) como del análisis de comportamiento.
Las simulaciones asistidas por computadoras han hecho posible la demostración de reglas de nivel macro utilizando solamente comportamientos de nivel micro sin asumir los factores ideales de mercado. Por ejemplo, el principio de Pareto puede ser demostrado como un fenómeno que sucede espontáneamente.
Describir a un sistema dinámico como una emergencia dependiente de condiciones iniciales, como la hipótesis de la Reina Roja. Los sistemas complejos usualmente incorporan mecanismos de selección tal y como los describen los modelos evolutivos generales.

## Comparación con la economía tradicional
La siguiente tabla muestra las diferencias entre la perspectiva económica de la complejidad y la economía tradicional. Eric Beinhocker propone cinco conceptos que distinguen la economía de complejidad de la tradicional. Las primeras cinco categorías son del libro de Beinhocker, las últimas cuatro son de W. Brian Arthur.
|                              | Economía de Complejidad | Economía Tradicional |
| ---------------------------- | --- | --- |
| Dinámica                     | Sistemas abiertos, dinámicos, no lineales, lejos del punto de equilibrio. | Sistemas cerrados, estáticos, lineales y en equilibrio. |
| Agentes                      | Modelados individualmente; usando reglas inductivas para tomar decisiones; tienen información incompleta; cometen errores y tienen prejuicios; aprenden a adaptarse a través del tiempo; heterogéneos. | Modelados colectivamente; usan cálculos deductivos complejos para tomar decisiones; tienen toda la información necesaria; no cometen errores y no tienen prejuicios; no aprenden ni tienen necesidad de hacerlo (son ya perfectos); mayoritariamente homogéneos. |
| Redes                        | Modela explícitamente interacciones bi-laterales entre los agentes individuales; las redes de relaciones cambian con el tiempo.                                                                        | Asume que los agentes solamente interactúan indirectamente a través de mecanismos de mercados (por ejemplo, subastas). |
| Emergencia                   | No hace distinción entre macro y microeconomía; los patrones macro son un resultado emergente de las interacciones y comportamientos de los niveles micro.                                             | La macro y la microeconomía se mantienen como disciplinas separadas. |
| Evolución                    | El proceso evolutivo de diferenciación, selección y amplificación provee al sistema de innovación y es responsable de su crecimiento en orden y complejidad.                                           | No existe un mecanismo endógeno para la creación de innovación, crecimiento, orden o complejidad. |
| Tecnología                   | Es fluida y endógena al sistema. | La tecnología es dada o seleccionada en una base económica. |
| Preferencias                 | La creación de preferencias es central; los individuos no son necesariamente egoístas. | Las preferencias están ya dadas; los individuos son egoístas. |
| Orígenes de Ciencias Físicas | Basada en la biología (estructura, patrón, autoorganización, ciclo de vida). | Basada en la física del siglo XIX (equilibrio, estabilidad, dinámicas deterministas). |
| Elementos                    | Patrones y posibilidades. | Precio y cantidad. |

## Estadística económica de la complejidad
En 2011 el economista venezolano Ricardo Hausmann de la Universidad de Harvard y el físico chileno César Hidalgo del Instituto de Tecnología de Massachusetts publicaron el “Atlas de complejidad económica”. A partir de entonces, el índice de complejidad económica (ICE), elaborado en esta publicación, ha ganado relevancia para medir el crecimiento del PIB per cápita en la economía global.
En marzo del 2025, Viktor Stojkoski y César Hidalgo publican “Optimizing Economic Complexity”, en donde desarrollan un método de optimización de elección combinada de actividades (estrategia óptima entre oportunidades de diversificación industrial) que minimiza el esfuerzo para obtener el objetivo de complejidad (de un alto valor agregado) basado en la complejidad económica.